# Denis Law
Denis Law (24 tháng 2 năm 1940 – 11 tháng 1 năm 2025) là cố danh thủ bóng đá Scotland, ông chơi tại vị trí tiền đạo và có một sự nghiệp kéo dài từ thập niên 1950 đến thập niên 1970. Ông từng giành Quả Bóng Vàng năm 1964.
Law bắt đầu sự nghiệp với đội bóng giải hạng hai Huddersfield Town năm 1956. Sau bốn năm tại CLB này, Law chuyển về đầu quân cho Manchester City với giá £55.000, lập nên một kỷ lục mới của bóng đá Anh. Law chơi cho Man City một năm trước khi Torino ký hợp trị giá £110.000 để có được ông, đây lại là một kỷ lục về chuyển nhượng giữa một CLB bóng đá của Anh với CLB bóng đá của Ý. Dù Law chơi tốt tại Ý nhưng lại không thể hòa nhập với CLB và kết quả là Manchester United đã phá vỡ kỷ lục chuyển nhượng để mang ông về Old Trafford năm 1962 với cái giá kỷ lục 115.000 bảng Anh.
Law được biết đến nhiều nhất quãng thời gian ở United, nơi mà ông đã ghi được 236 bàn trong 409 lần khoác áo và được các cổ động viên đặt cho nickname "Hoàng Đế" và "The Lawman". Ông cũng là cầu thủ duy nhất của Scotland từng dành quả bóng vàng châu Âu (1964) và là một cầu thủ có những đóng góp to lớn trong chức vô địch giải hạng nhất (giờ là giải ngoại hạng) của United trong hai mùa giải 1965 và 1967.
Law rời Manchester United năm 1973 và trở lại Manchester City trong một mùa giải. Ở mùa giải này, ông đã ghi bàn thắng quyết định trong trận đấu cuối cùng gặp chính Manchester United, khiến cho đội bóng này phải xuống hạng. Cú đánh gót lịch sử này sau đó được coi là một trong những khoảnh khắc đáng nhớ nhất của lịch sử bóng đá. Ông cũng tham dự kỳ World Cup 1974 trước khi giải nghệ. Ông đã có 55 lần khoác đội tuyển bóng đá quốc gia Scotland và đang cùng Kenny Dalglish giữ vị trí tay săn bàn xuất sắc nhất của đội tuyển quốc gia với 30 bàn. Law cũng là tay săn bàn xuất sắc thứ ba trong lịch sử Manchester United sau Bobby Charlton và Wayne Rooney.

## Danh hiệu
Manchester United
- Football League First Division: 1964–65,[2] 1966–67[2]
- FA Cup: 1962–63[3]
- FA Charity Shield: 1965, 1967